# Jozef Cornelius Correns

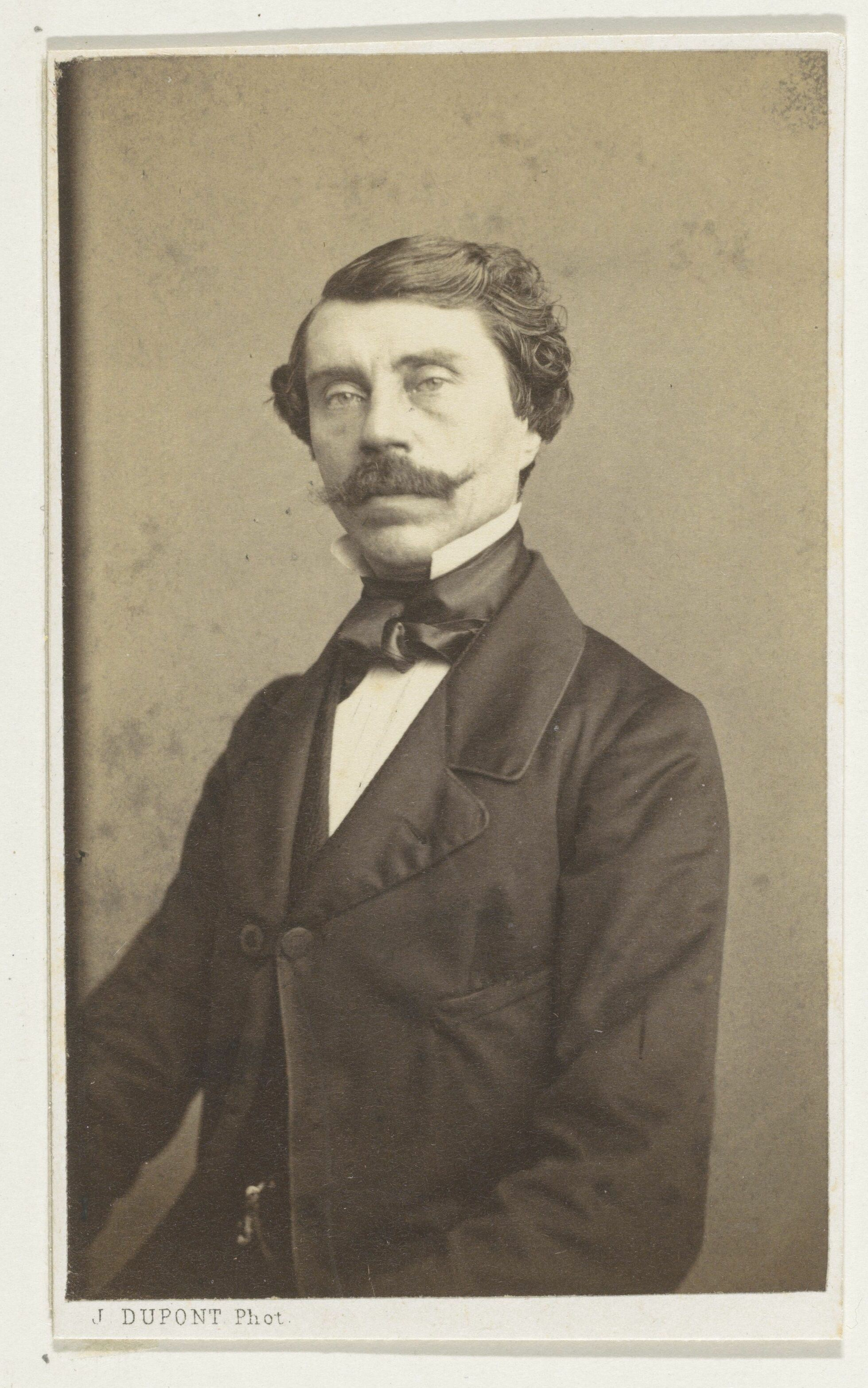
Jozef Cornelius Correns

Jozef Cornelius Correns  (* 13. August 1814 in Antwerpen; † 19. Dezember 1907 ebenda) war ein belgischer Genre-, Porträt-, Historien- und Kirchenmaler.
Correns studierte an der Koninklijke Academie voor Schone Kunsten Antwerpen  bei Mathieu Ignace van Brée.  Danach war er sein ganzes Leben lang in Antwerpen tätig. Er malte meist Bilder auf religiöse Themen, aber auch Porträts und Genreszenen. Er unterrichtete in der Antwerpener Akademie.
Viele seiner Werke befinden sich in den Kirchen von Antwerpen und deren Umgebung. Einige seiner Werke erschienen in Form von Lithografien.

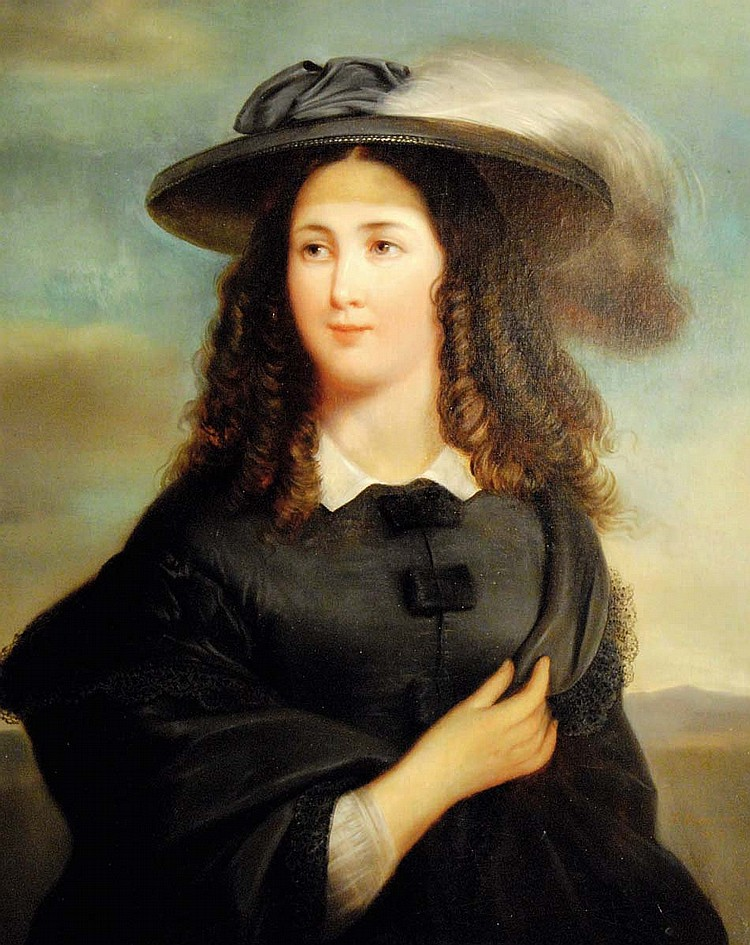
Elegante Dame im Hut
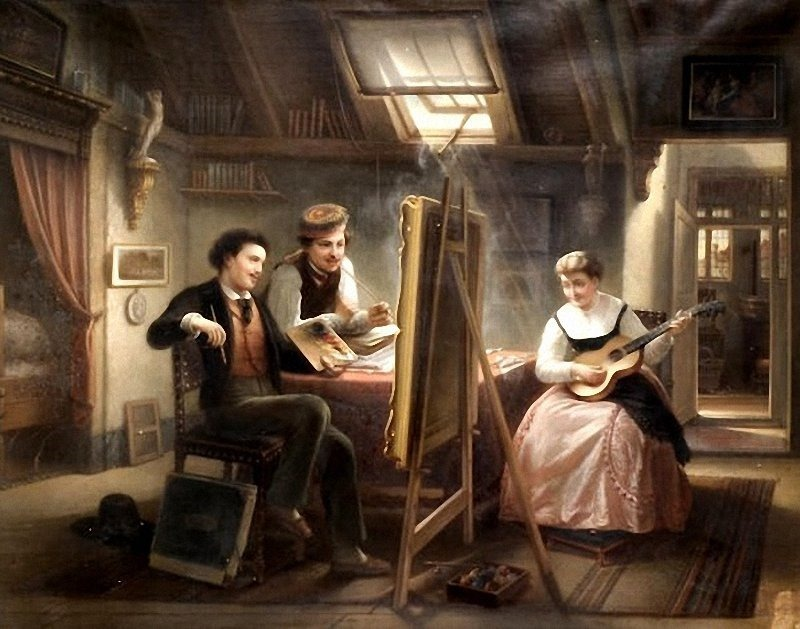
Im Atelier
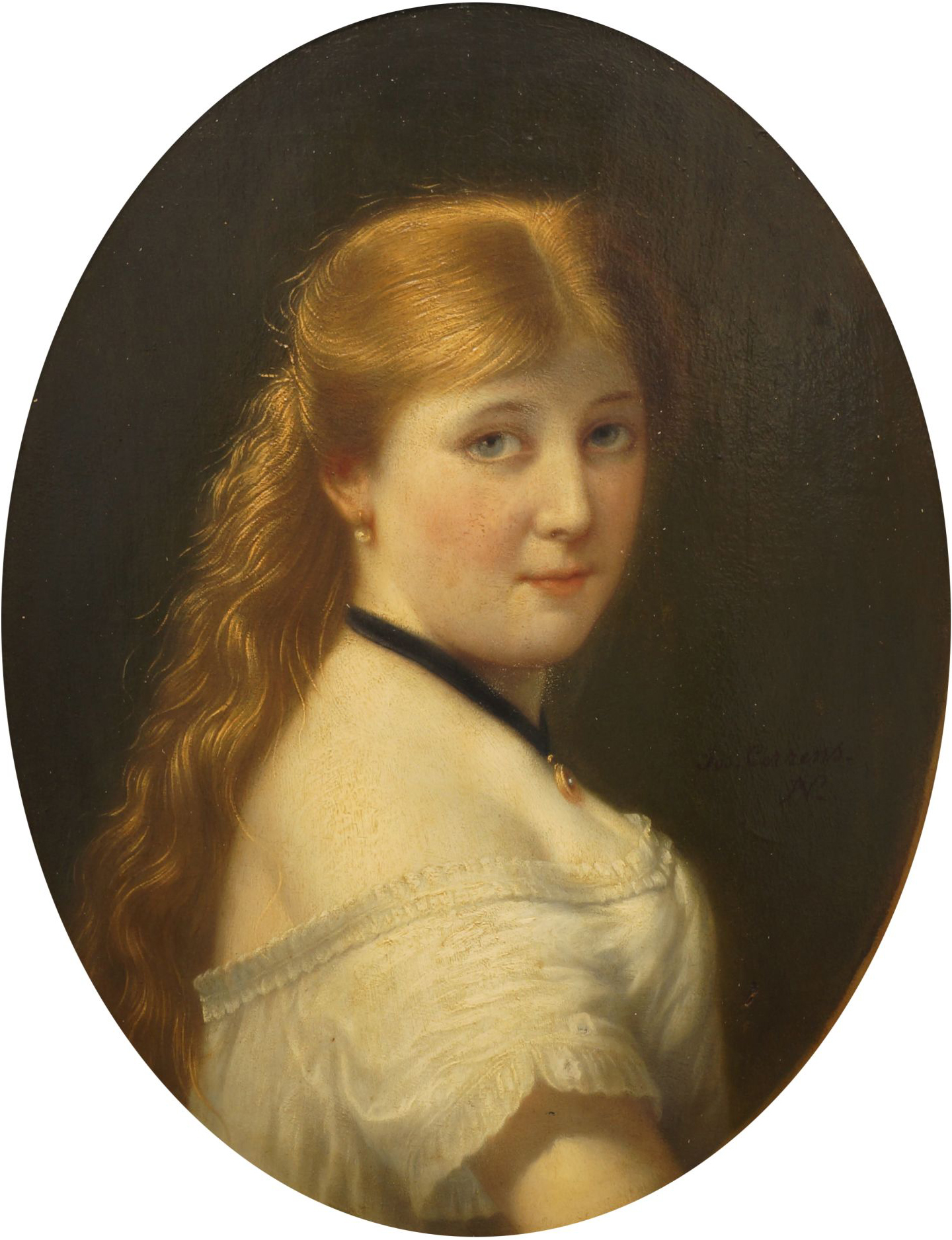
Bildnis einer jungen Dame
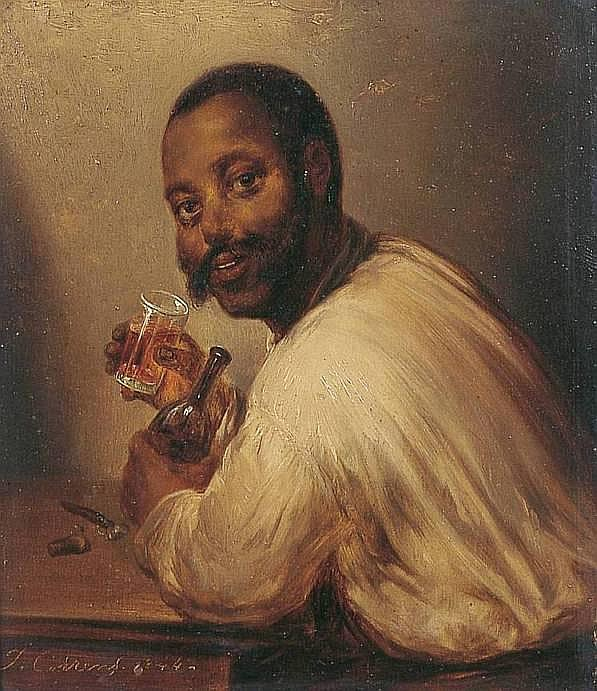
Der Kubaner